# Vulcão Turrialba
O vulcão Turrialba é um  cone vulcânico da Costa Rica localizado no cantão de Turrialba, na província de Cartago, na Cordilheira Central, dando nome ao Parque Nacional que lhe envolve, o Parque Nacional Vulcão de Turrialba. Com o seu cume situado a 3.340 m de altitude é o segundo vulcão mais alto da Costa Rica, superado apenas pelo Vulcão Irazú que tem 3.432 m. de altitude O seu nome é de origem indígena e derivado de dois povos que existiam em 1569, chamados Turrialba, a grande e Turrialba, a menina.